# Portret rzeźbiarza
Portret rzeźbiarza – obraz hiszpańskiego malarza pochodzenia greckiego Dominikosa Theotokopulosa, znanego jako El Greco.
Powszechnie przyjmuje się, iż sportretowanym mężczyzną jest włoski rzeźbiarz Pompeo Leoni. Gdy król hiszpański Filip II budował Escorial stał się jego główny nadwornym rzeźbiarzem. W 1571 roku pracował chwilowo w Toledo, gdzie na zamówienie kapituły katedry wykonywał z marmuru i brązu sarkofag św. Eugeniusza. Wykonał również popiersie Filipa II czym szczególnie się chlubił. El Greco poznał Leoniego prawdopodobnie w Madrycie a fakt iż obaj byli cudzoziemcami zbliżył ich do siebie i zostali wieloletnimi przyjaciółmi. W 1578 roku malarz ukończył portret Leoniego. Tak jak w przypadku Portretu Giulia Clovia, obraz powstał w mieszkaniu artysty. El Greco maluje przyjaciela przy jego dziele, z młotkiem i dłutem w dłoniach.
Portret stał się inspiracją dla Velazqueza, który w 1635 namalował portret Juana Martineza Montañesa.